# Robert Russell Race
Robert Russell Race fue un médico y genetista británico. Fue director de la unidad de grupos sanguíneos del Medical Research Council  del Instituto Lister de Medicina Preventiva.

## Carrera
En 1937, después de la formación en el Hospital St. Bartholomew en Londres, Race trabajó como serólogo en el departamento de grupos sanguíneos siendo establecido por Ronald Fisher en el Laboratorio Galton en la University College de Londres. La unidad de sueros se trasladó a Cambridge al comienzo de la Segunda Guerra Mundial, y en 1941 Race y Arthur Mourant comenzaron a investigar la familia de factor Rh. Este trabajo siguió a los desarrollos realizados por Karl Landsteiner y Alexander S. Wiener en los Estados Unidos.
En 1946, Race fue nombrado jefe de la Unidad de Investigación de Grupos Sanguíneos del Medical Research Council. Durante el mismo año, Ruth Sanger se mudó a Londres para completar su doctorado. Se unió al grupo de Race como asistente de Race. Sanger y Race se casaron en 1956 tras la muerte de la primera esposa de Race.
Juntos, Race y Sanger publicaron Blood Groups in Man en 1950, que finalmente abarcó seis ediciones.  Su trabajo continuó en la década de 1960 con el descubrimiento del sistema de antígeno Xg y el mapeo de la cromosoma X .
Race se retiró en 1973 y Sanger fue nombrado director de la Unidad de Grupo Sanguíneo del MRC. Recibieron muchos honores y premios en sus nombres conjuntos, incluido el Karl Landsteiner Memorial Award y el Gairdner Award.